# I distruttori
I distruttori (The Destructors) è un film del 1968 diretto da Francis D. Lyon.
È un film d'azione statunitense a sfondo spionistico e fantascientifico con Richard Egan, Patricia Owens, John Ericson e Michael Ansara.

## Produzione
Il film, diretto da Francis D. Lyon su una sceneggiatura di Arthur C. Pierce e Larry Jackson, fu prodotto da Earle Lyon per la Feature Film Corporation of America, la Harold Goldman Associates e la United Pictures e girato nel 1966.

## Distribuzione
Il film fu distribuito con il titolo The Destructors negli Stati Uniti nel gennaio del 1968 al cinema dalla Feature Film.
Altre distribuzioni:
- negli Stati Uniti il 22 marzo 1968 (in TV)
- in Italia (I distruttori)
- in Brasile (Os Demolidores)
- in Grecia (Epagelmaties saboter)

## Critica
Secondo il Morandini è un "film d'azione di rozza efficacia" ma con diversi buchi narrativi. Secondo Leonard Maltin è un "film senza senso" distribuito solo due anni dopo la fine delle riprese.